# Episodi di Seth MacFarlane's Cavalcade of Cartoon Comedy
Il cartone animato Seth MacFarlane's Cavalcade of Cartoon Comedy fu pubblicato su YouTube a partire dal 10 settembre 2008.
Il DVD è uscito negli USA e in Canada il 12 maggio 2009 e nel Regno Unito il 25 gennaio 2010.
In italiano non è stato tradotto.
| N° | Titolo                                                                                  | Messa in onda su YouTube |
| -- | --------------------------------------------------------------------------------------- | ------------------------ |
| 1  | Super Mario Rescues The Princess                                                        | 10 settembre 2008        |
| 2  | A Dog on The $25,000 Pyramid                                                            | 10 settembre 2008        |
| 3  | Why Bob Marley Should Not Have Acted as His Own Attorney                                | 15 settembre 2008        |
| 4  | Adopted                                                                                 | 21 settembre 2008        |
| 5  | A Scotsman Who Can't Watch a Movie Without Shouting at the Screen                       | 29 settembre 2008        |
| 6  | Two Ducks Watching Meet the Parents                                                     | 3 ottobre 2008           |
| 7  | A Scotsman Who Still Can't Watch a Movie Without Shouting at the Screen                 | 13 ottobre 2008          |
| 8  | Cat Staff Meeting                                                                       | 19 ottobre 2008          |
| 9  | Barry Gibb Rides a Roller Coaster                                                       | 26 ottobre 2008          |
| 10 | Marital Troubles                                                                        | 2 novembre 2008          |
| 11 | Jeff Goldblum Wafers                                                                    | 9 novembre 2008          |
| 12 | Jesus and Vishnu on Christmas Eve                                                       | 22 dicembre 2008         |
| 13 | The Frog Prince                                                                         | 30 dicembre 2008         |
| 14 | Monkeys Talk About Religion                                                             | 6 gennaio 2009           |
| 15 | Mountain Climber                                                                        | 12 gennaio 2009          |
| 16 | Ted Nugent is Visited by the Ghost of Christmas Past                                    | 18 gennaio 2009          |
| 17 | Mad Cow Disease                                                                         | 27 gennaio 2009          |
| 18 | The Bartender Says...                                                                   | 5 febbraio 2009          |
| 19 | Backstage with Bob Dylan                                                                | 17 febbraio 2009         |
| 20 | Fred and Barney Try to Get Into a Club                                                  | 24 febbraio 2009         |
| 21 | Beavers: Assholes of the Forest                                                         | 21 aprile 2009           |
| 22 | Things You Never Hear                                                                   | 23 maggio 2009           |
| 23 | A Trip to the Psychiatrist                                                              | 12 giugno 2009           |
| 24 | AIDS Patient Zero                                                                       | DVD                      |
| 25 | Name that Animal Penis!                                                                 | DVD                      |
| 26 | Die, Sweet Roadrunner, Die                                                              | DVD                      |
| 27 | Sex With...#1                                                                           | DVD                      |
| 28 | A Fat Guy Working Out                                                                   | DVD                      |
| 29 | The Gay Knight                                                                          | DVD                      |
| 30 | A Douchebag Unicorn Gives a Public Service Announcement                                 | DVD                      |
| 31 | Fred Flintstone Takes a Shit                                                            | DVD                      |
| 32 | Stuck in a Life Raft with Matthew McConaughey                                           | DVD                      |
| 33 | Two Persian Guys Try to Get Ladies into their Sports Car                                | DVD                      |
| 34 | He Who Lives in a Glass House...                                                        | DVD                      |
| 35 | Sex With...#2                                                                           | DVD                      |
| 36 | Quentin Tarantino Performs a Circumcision                                               | DVD                      |
| 37 | The Wizard of Oz, Adjusted for Reality                                                  | DVD                      |
| 38 | Why did the chicken cross the road?                                                     | DVD                      |
| 39 | Sex With...#3                                                                           | DVD                      |
| 40 | Dirty Vaudeville                                                                        | DVD                      |
| 41 | Fat Jesus                                                                               | DVD                      |
| 42 | Dracula Meets Magic Johnson                                                             | DVD                      |
| 43 | The Sneeze Throw-Up                                                                     | DVD                      |
| 44 | The Settlers' First Attempt to Buy Manhattan from the Indians                           | DVD                      |
| 45 | Four Years of Entourage in Ten Seconds                                                  | DVD                      |
| 46 | Tara Reid is Not Looking So Good Lately                                                 | DVD                      |
| 47 | Small Talk with Aunt Helen                                                              | DVD                      |
| 48 | Marie Antoinette's Notepad                                                              | DVD                      |
| 49 | Sheep Shearing                                                                          | DVD                      |
| 50 | What Happens If You Feed a Dog Chocolate While He Wears a Tin Foil Hat in the Microwave | DVD                      |